# El Lucero
El Lucero ist eine Ortschaft und eine Parroquia rural („ländliches Kirchspiel“) im Kanton Calvas der ecuadorianischen Provinz Loja. Die Parroquia besitzt eine Fläche von 51,99 km². Die Einwohnerzahl lag im Jahr 2010 bei 2025.

## Lage
Die Parroquia El Lucero liegt in den westlichen Anden im äußersten Süden von Ecuador, etwa 10 km von der peruanischen Grenze entfernt. Das Areal liegt in Höhen zwischen 1100 m und 2600 m. Entlang der östlichen und südöstlichen Verwaltungsgrenze fließt der Río Pindo, rechter Quellfluss des Río Calvas (Río Macará), nach Süden. Der etwa 1200 m hoch gelegene Hauptort El Lucero befindet sich an der Straße Cariamanga–Amaluza, knapp 13 km südöstlich vom Kantonshauptort Cariamanga.
Die Parroquia El Lucero grenzt im Westen, im Norden und im Nordosten an das Municipio von Cariamanga, im Südosten an die Parroquias El Ingenio und 27 de Abril (beide im Kanton Espíndola) sowie im Süden an die Parroquia Sanguillín.

## Orte und Siedlungen
In der Parroquia gibt es neben dem Hauptort El Lucero folgende Barrios: 
- Centro Cívico
- El Arrayán
- El Sauco
- El Tablón
- La Ramada
- La Unión
- Naypongo
- Pindo Alto
- Pindo Bajo
- Quisanga
- San José
- San Roque
- Santa Ana
- Tierras Coloradas
- Tungany

## Geschichte
Die Parroquia El Lucero wurde am 3. Dezember 1970 gegründet.